# 舉牌女郎

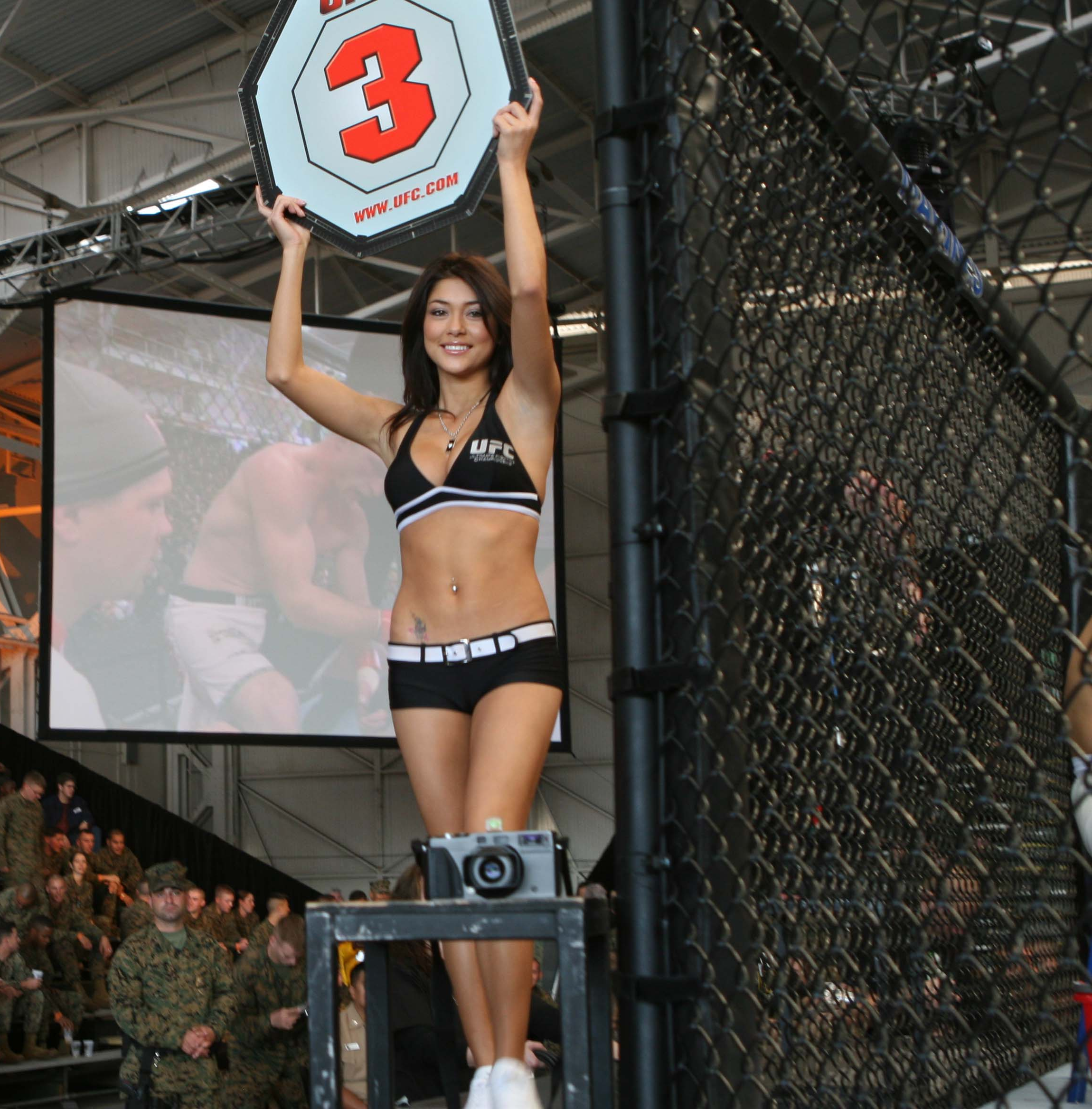
UFC中的舉牌女郎阿芮安妮·西萊斯特正在宣告第三回合的開始。

舉牌女郎（ring girl）是格鬥運動中，於各回合間進入擂台舉牌宣告下場比賽回合數的女性。常出現於拳擊、自由搏擊、綜合格鬥的比賽。
舉牌女郎最早出現於1965年的拳擊雜誌《拳台》，刊登了一幅女模特兒在拉斯維加斯拳賽舉牌的照片。拳賽採用了舉牌女郎的概念宣傳其活動。

## 相关事件
2019年在澳大利亚的一场拳击比赛中，举牌女孩被禁止参与其中。赛前，由于遭到议员和女性权益倡导团体的激烈批评，主办方用一名男性代替举牌女郎——一个穿着裤子和衬衫的男人，这引发了极大的争议。“没有人拿枪指着我们的头”，举牌女孩因为失去工作，进而开始抨击女权主义者。